# Dragon’s Breath
Dragon’s Breath – odmiana papryki habanero (Capsicum chinense), wyhodowana przez Walijczyka Mike’a Smitha w 2017 roku. To obecnie druga pod względem ostrości papryka na świecie wyprzedzająca Carolina Reaper, ustępująca jedynie Pepper X, która osiąga  3.18 milionów SHU. W skali Scoville'a osiąga ponad 2,48 miliona SHU. Nie jest to potwierdzone przez Księgę rekordów Guinnessa. Pierwotnym zamiarem Smitha było wyhodowanie nowej odmiany chili na pokazy hodowców roślin, a nie najostrzejszej papryczki świata. Naukowcy z Nottingham Trent University sądzą, że papryczka znajdzie zastosowanie w medycynie jako środek znieczulający.